# Биндлах
Биндлах (нем. Bindlach) — община  в Германии, в Республике Бавария..
Подчиняется административному округу Верхняя Франкония. Входит в состав района Байройт. Население составляет 7219 человек (на 31 декабря 2010 года). Занимает площадь 37,60 км². Местные регистрационные номера транспортных средств (коды автомобильных номеров) (нем. Kraftfahrzeugkennzeichen) — BT.
Община подразделяется на 7 сельских округов.

## Население
По оценке на 31 декабря 2015 года население общины Биндлах составляет 7237 чел. 

| Дата      | 1840 | 1871 | 1900 | 1925 | 1939 | 1950 | 1961 | 1970 | 1987 | 2011 |
| --------- | ---- | ---- | ---- | ---- | ---- | ---- | ---- | ---- | ---- | ---- |
| Население | 1879 | 2371 | 2529 | 2662 | 2887 | 4976 | 4562 | 4600 | 5084 | 7258 |

| Год       | 1960 | 1970 | 1980 | 1990 | 2000 | 2009 | 2010 | 2011 | 2012 | 2013 | 2014 | 2015 |
| --------- | ---- | ---- | ---- | ---- | ---- | ---- | ---- | ---- | ---- | ---- | ---- | ---- |
| Население | 4547 | 4566 | 4990 | 5440 | 7038 | 7194 | 7219 | 7259 | 7217 | 7233 | 7260 | 7237 |